# Влада у нічному місті
«Влада у нічному місті» (англ. Power) — американський драматичний телесеріал каналу Starz, створений Кортні Кемп Егбо і спродюсований репером Кертісом «50 Cent» Джексоном. Прем'єра серіалу відбулася 7 червня 2014.
10 червня 2015 року серіал було продовжено на третій сезон, який стартував 17 липня 2016 року. Канал Starz продовжив серіал відразу на четвертий та п'ятий сезон. 25 червня 2017 року відбулася прем'єра 4 сезона.
13 березня 2018 року серіал було продовжено на 6 сезон. Прем'єра 5 сезону відбулася 1 липня 2018. 25 серпня 2019 року відбулася прем'єра 6 сезону, який став фінальним.

## Сюжет
Телесеріал розповідає про життя Джеймса Сейнт-Патріка на прізвисько «Привид», власника популярного нічного клубу в Нью-Йорку, а також головну фігуру найбільшої в місті незаконної мережі розповсюдження наркотиків. Він має намір збалансувати дві частини свого життя, тим часом намагаючись уникнути затримання ФБР. Він збирається вирішити кризу в особистому житті та шлюбі, вирішує піти з наркобізнесу для того, щоби підтримати свій легальний бізнес — клуб. У серіалі також фігурує сім'я Джеймса — дружина Таша та син Тарік, партнер Томмі Еган та конкурент Кенан Старк (50 Cent). Серіал отримав визнання критиків, були відзначені темп, атмосфера, акторська гра.

## Актори та персонажі

### Основний склад
- Омарі Гардвік у ролі Джеймса «Примари» Сент-Патріка[10]
- Нетарі Наутон у ролі Таші Сент-Патрік/Грін[11]
- Джозеф Сікора[en] у ролі Томмі Ігана[11]
- Лела Лорен у ролі Анджели Валдес[11]
- Люсі Волтерс у ролі Холлі
- Адам Хасс у ролі Джоша Кантоса
- Енді Бін у ролі Грега Нокса
- Кетрін Нардуччі у ролі Френкі
- Луїс Антоніо Рамос у ролі Карлоса Руїса
- Грег Серано в ролі Хуана Хуліо Медіни
- Санґ Канґ в ролі прокурора Джона Мака
- Сінква Воллс у ролі Шона
- Вільям Седлер у ролі гангстера Тоні Терезе
- 50 Cent у ролі Кенана Старка/Сліма, колишнього наставника Примари

### Другий склад
- Ла Ла Ентоні в ролі Лакіші Грант
- Деббі Морган у ролі Естель
- Дайан Ніл у ролі Синтії Шерідан
- Віктор Гарбер у ролі Саймона Стерна
- Лоренц Тейт у ролі Рашада Тейта
- Брендон Віктор Діксон у ролі Террі Сілвера
- Синтія Аддай-Робінсон у ролі Рамони Герріті
- Майк Допуд у ролі Джейсона Мічіча

## Виробництво
14 червня 2013 року канал Starz замовив 8 епізодів телесеріалу. Зйомки були призначені на кінець 2013.
21 серпня 2013 року Омарі Хардвік був затверджений на головну роль у телесеріалі. 22 жовтня 2013 року основна частина акторського складу приєдналася до телесеріалу, включаючи Лелу Лорен, Нетарі Наутон та Джозефа Сікора.
11 червня 2014 року канал Starz продовжив серіал на 10-серійний другий сезон, який був показаний з 6 червня 2015 року до 15 серпня 2015 року.

## Критика
Перший сезон отримав змішані відгуки від критиків. Другий сезон та наступні отримали більш сприятливі оцінки — другий та п'ятий сезон отримали 100 % схвалення на агрегаторі рецензій Rotten Tomatoes, середній бал другого сезону на ньому становив 7.83/10, п'ятого — 8.8/10.